# Långhornskrypare
Långhornskrypare (Geophilus flavus) är en mångfotingart som först beskrevs av De Geer 1778.  Långhornskrypare ingår i släktet Geophilus och familjen storjordkrypare. Arten är reproducerande i Sverige. Inga underarter finns listade i Catalogue of Life.